# Phyllodesmium briareum
Espèce
Phyllodesmium briareum est une espèce de mollusques nudibranches de la  famille des Facelinidae.

## Distribution
Cette espèce se rencontre dans la zone tropicale Ouest-Pacifique.

## Habitat
Son habitat correspond à la zone récifale peuplée de coraux mous jusqu'à 30 m de profondeur.

## Description

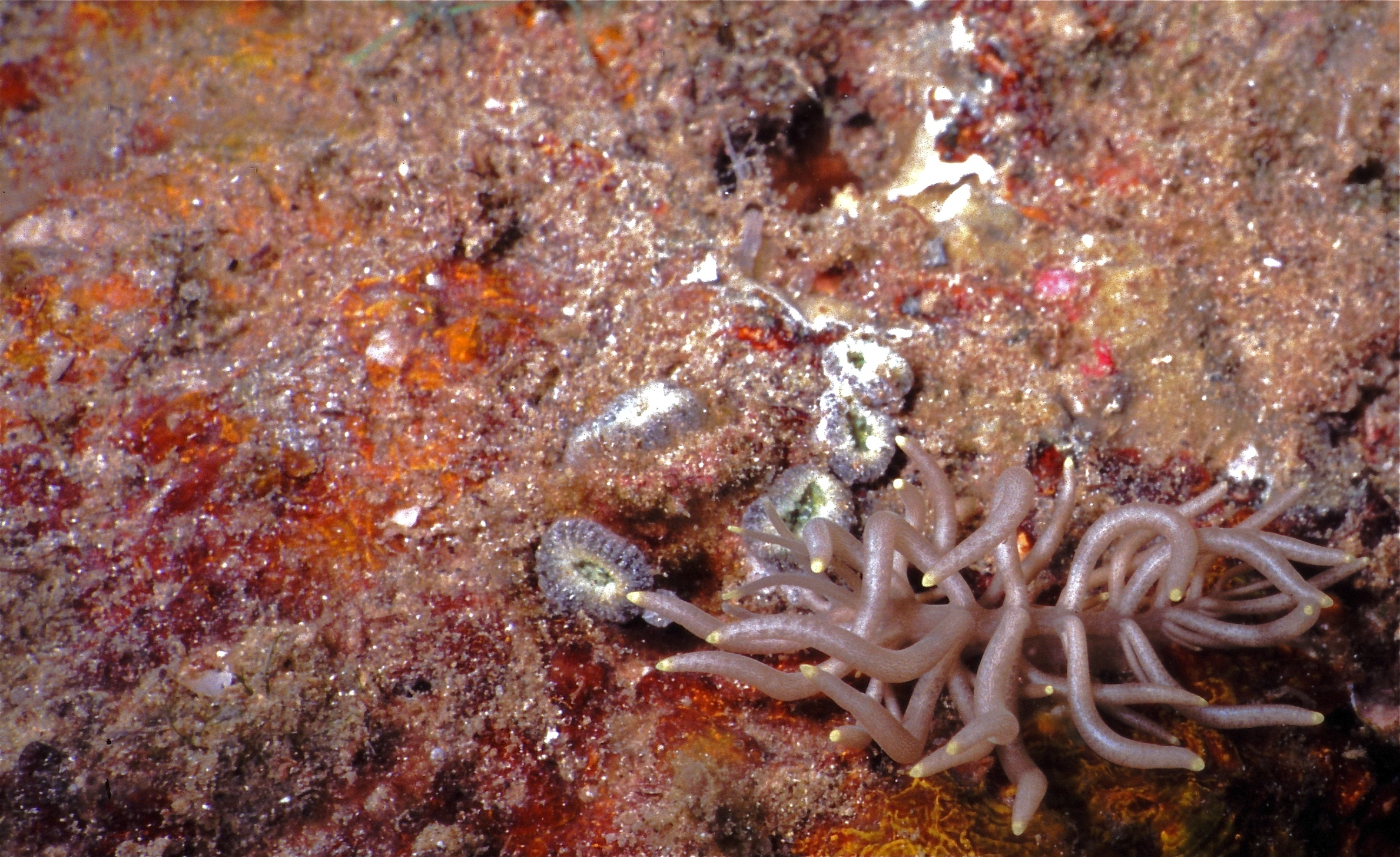
Phyllodesmium briareum (Sulawesi, Indonésie)

Cette espèce peut mesurer jusqu'à 3 cm.
Le corps est allongé, fin et tubulaire, sa teinte est blanche translucide mouchetée de beige.
Le corps est couvert de ceratas relativement longs et étroits dont l'extrémité apicale est jaunâtre. Les appendices sensoriels frontaux sont par contre plus fins et de couleur plus atténuée.
La particularité de cette famille est leur relation symbiotique avec des zooxanthelles (algues unicellulaires) prélevées via leur mode alimentaire et conservées dans leurs glandes digestives (ce sont les taches beiges visibles à la surface du corps).
Une fois ingérées, ces zooxanthelles continuent à vivre, grandir, se reproduire et poursuivent leur cycle de vie via la photosynthèse dans les tissus du nudibranche lui fournissant ainsi des nutriments.

## Éthologie
Ce Phyllodesmium est benthique et diurne.

## Alimentation
Phyllodesmium briareum se nourrit exclusivement de coraux mous tel que: Solenopodium stelleri, Briareum stecheri, Briareum violacea et Pachyclavularia violacea. 